# Antiche unità di misura del circondario di Macerata
Nella provincia di Macerata, l'unità locale di misura della superficie più usata in agraria è la coppa. Altra unità locale di misura è la tavola, utilizzata in alcuni comuni.

## Variabilità
Il valore della coppa corrisponde in quasi tutti i comuni a 20 are, ossia a 2.000 m2; solo nel comune di Matelica vale 1.890 m2.
| nel comune di | la coppa | corrisponde a |
| ------------- | -------- | ------------- |
| Matelica      | 1 coppa  | 1.890 m²      |
| Macerata      | 1 coppa  | 2.000 m²      |